# Dzieciak rządzi: Znowu w grze
Dzieciak rządzi: Znowu w grze (ang. The Boss Baby: Back in Business) – amerykański serial animowany, oparty na filmie Dzieciak rządzi. Dostępny w Polsce od 2018 roku do w serwisie Netflix.

## Fabuła
Szef Bobas zaprasza do firmy swojego starszego brata, Tima, aby nauczyć go, jak się robi biznes.

## Wersja polska
Wersja polska: Studio Sonica

Reżyseria: Leszek Zduń

Tłumaczenie: Arleta Walczak

Dialogi: Joanna Kuryłko

Dźwięk i montaż: Agnieszka Stankowska

Kierownictwo produkcji: Agnieszka Kudelska

Wystąpili:
- Krzysztof Banaszyk – Szef Bobas
- Antoni Scardina – Tim Templeton
- Lidia Sadowa – Janice Templeton
- Waldemar Barwiński – Ted Templeton
- Piotr Bajtlik – Megapapuśny naczelny Bobas
- Beata Wyrąbkiewicz – Staci
- Sebastian Perdek – Jimbo
- Przemysław Wyszyński – Bootsy Kalikot

W pozostałych rolach:
- Jan Aleksandrowicz-Krasko – Roosevelt
- Tomasz Błasiak – Magnus
- Izabella Bukowska-Chądzyńska – Marcja Krinkle
- Jarosław Domin – Danny (odc. 24)
- Agnieszka Fajlhauer –
  - Marisol,
  - pani Piert (odc. 21),
  - Simmons (odc. 22)
- Rafał Fudalej – Chip (odc. 25)
- Dorota Furtak-Masica – Mama Scootera Busko
- Paweł Galia – Grossman (odc. 24)
- Zuzanna Galia – Simmons (odc. 25)
- Mieczysław Morański – Frederic Estes
- Mateusz Narloch – Phil
- Joanna Pach-Żbikowska – Franka
- Monika Pikuła – Summer
- Krzysztof Plewako-Szczerbiński – Bujak dla dziecka
- Artur Pontek – Danny (odc. 15-16, 18)
- Leon Pontek – Trojaczki
- Kamil Pruban – Burmistrz
- Brygida Turowska – Wendi
- Mateusz Weber –
  - Amal,
  - Policjant (odc. 11)
- Bartosz Wesołowski – Stefanek
- Janusz Wituch – Hendershot
- Leszek Zduń – Policjant
- Barbara Zielińska – pani Piert (odc. 20)
- Miriam Aleksandrowicz
- Paweł Ciołkosz
- Marta Dobecka
- Jerzy Dominik
- Magdalena Krylik
- Agnieszka Kudelska
- Krzysztof Szczepaniak

i inni

## Spis odcinków
| №                                     | Tytuł polski                                            | Tytuł angielski                                            |
| ------------------------------------- | ------------------------------------------------------- | ---------------------------------------------------------- |
| SERIA PIERWSZA (premiera: 06.04.2018) |                                                         |                                                            |
| 01                                    | Scooter Busko                                           | Scooter Buskie                                             |
| 02                                    | Kot w kołysce                                           | Cat’s in the Cradle                                        |
| 03                                    | Wieczór rodzinnej rozrywki                              | Family Fun Night                                           |
| 04                                    | Niebezpieczna mieszanka. Zagadka Dekkera Księżycobutego | Formula for Menace: A Dekker Moonboots Mystery             |
| 05                                    | Zgubny zapał                                            | Monster Machine                                            |
| 06                                    | Utrapienie z zatwardzeniem                              | The Constipation Situation                                 |
| 07                                    | Pod dobrą opieką                                        | The Boss Babysitter                                        |
| 08                                    | W przepastnej otchłani trzewi siedliska kotów           | Into the Belly of the Den of the House of the Nest of Cats |
| 09                                    | Święto firmy                                            | Spirit Day                                                 |
| 10                                    | Par avion                                               | Par Avion                                                  |
| 11                                    | Kotka Glina!                                            | Cat Cop!                                                   |
| 12                                    | Trzymaj się, bobasie                                    | Hang in There, Baby                                        |
| 13                                    | Sześć kiciusiów na dobrych pozycjach                    | Six Well-Placed Kittens                                    |
| SERIA DRUGA (premiera: 12.10.2018)    |                                                         |                                                            |
| 14                                    | Nowa pielucha, nowe porządki                            | As the Diaper Changes                                      |
| 15                                    | Super Fajne Duże Dzieci i S-ka                          | Super Cool Big Kids, Inc.                                  |
| 16                                    | Fu!                                                     | P.U.                                                       |
| 17                                    | Sza, dziecinko                                          | Hush, Little Baby                                          |
| 18                                    | Noc Żabdarga                                            | Night of the Frodarg                                       |
| 19                                    | Dzień zbiega                                            | Fugitive’s Day Out                                         |
| 20                                    | Biznes się kręci                                        | El Apasionado Negocio de la Niñera                         |
| 21                                    | Pluszowecośtam                                          | Plushythingy                                               |
| 22                                    | Pieluchowy problem                                      | Number One Problem                                         |
| 23                                    | Zdjęcie doskonałe                                       | Picture Perfect                                            |
| 24                                    | Zagraj to jeszcze raz, Tim                              | Play It Again, Tim                                         |
| 25                                    | Dział Badań i Rozwoju                                   | Research & Development                                     |
| 26                                    | Pomarszczeni i odwonieni                                | Wrinkles & Stinkles                                        |